# Emil Kirdorf (Schiff)
Die Emil Kirdorf war das Typschiff einer Klasse von vier Kombischiffen der Reederei Hugo Stinnes, AG für Seeschiffahrt & Überseehandel für einen geplanten Ostasien-Dienst. Hugo Stinnes vergab den Auftrag für die vier Schiffe an die Reichsmarinewerft in Wilhelmshaven, um dort Arbeitsplätze zu sichern. Die 1922/23 in Dienst gestellten Schiffe kamen mit der Reederei 1926 zur Hapag und wurden ab 1927 in den Dienst zur südamerikanischen Westküste umgesetzt. 1932/33 verkaufte die Hapag die vier Schiffe nach Rumänien.
Das Schiff wurde bei der rumänischen Staatsreederei Serviciul Maritim Român in Ardeal umbenannt und auf den Linien der Reederei im Schwarzen Meer und ins Mittelmeer eingesetzt. Im Zweiten Weltkrieg torpedierte das sowjetische U-Boot A-5 die Ardeal vor Odessa auf der Position 46°32'N, 30°56'EKoordinaten: 46° 32′ 0″ N, 30° 56′ 0″ O.
Das auf Strand gesetzte Wrack wurde nach dem Kriegsende in Odessa wieder instand gesetzt. 1948 wurde es Rumänien zurückgegeben, wo es bis 1962 eingesetzt wurde.

## Geschichte des Schiffes
Mit der Emil Kirdorf und ihren drei Schwesterschiffen bestellte die Reederei Stinnes erstmals Neubauten mit einer Passagiereinrichtung, da keine geeigneten Schiffe aus zweiter Hand zu beschaffen waren. Aus patriotischen Gründen ging der Auftrag an die von Arbeitslosigkeit bedrohte ehemalige Kaiserliche Werft in Wilhelmshaven, die noch nie Handelsschiffe gebaut hatte. Die vier Schiffe sollten auch die einzigen Handelsschiff-Neubauten der Werft bleiben. Die Schiffe waren für einen Liniendienst nach Ostasien vorgesehen, mit dem Stinnes nach den Mittel- und Südamerika-Diensten auch in diesem Fahrtgebiet in Konkurrenz zu den großen deutschen Reedereien trat.
Die 5700 BRT großen Schiffe erhielten eine Passagiereinrichtung für 50 Fahrgäste I. Klasse und übertrafen damit das Angebot der großen Reedereien. Die Hapag verfügte über die Motorschiffe der Havelland-Klasse mit bis zu 18 Fahrgästen und erst ab 1924 mit dem Turbinenschiff Saarland und dem Motorschiff Vogtland über Schiffe mit einer ähnlichen Fahrgastkapazität. Der Norddeutsche Lloyd setzte allerdings mit den eigentlich für den Südamerikadienst vorgesehene Doppelschrauben-Dampfern Weser und Werra erheblich größere Schiffe ein, die 1924 durch vier Schwesterschiffe für den Ostasien-Dienst ersetzt wurden, die allerdings alle sechs nur eine II. und III. Klasse führten.
Bei den Stinnes-Neubauten handelte es sich um relativ kleine Kombischiffe mit einer Tragfähigkeit von knapp 8000 t, mit einem Schornstein und zwei Masten. Das erste Schiff des Auftrags mit der Baunummer 66 lief am 25. Februar 1922 vom Stapel und erhielt den Namen Emil Kirdorf nach dem Führer der deutschen Kohlenindustrie, mit dem Hugo Stinnes durchaus Konflikte hatte und der später ein bedeutender Förderer der Nationalsozialisten wurde (* 1847; † 1938). Angetrieben von einer ölgefeuerten 3-Zylinder-Dreifach-Expansionsmaschine von 2000 PSi Gesamtleistung konnte der mit 72 Mann Besatzung betriebene Dampfer 11 kn laufen. Im Brückenaufbau war Platz für bis zu 74 Passagiere. Der Neubau hatte eine Länge 129,1 m über alles und war 14,95 m breit. Die Emil Kirdorf war mit 5708 BRT vermessen und hatten eine Tragfähigkeit von 7980 tdw. Die Marinewerft fertigte die drei Schwesterschiffe nahezu identisch, die nach dem Gewerkschaftsfunktionär Carl Legien (1861–1920), dem Chemiker und Nobelpreisträger Adolf von Baeyer (1835–1917) sowie dem Stahlindustriellen Albert Vögler (1877–1945) benannt wurden.
Die Emil Kirdorf wurde am 2. August 1922 abgeliefert. Am 2. November 1922 lief sie aus Hamburg zu ihrer Jungfernreise nach Yokohama aus. Bis Juni 1923 wurden ihre Schwesterschiffe fertig- und auch in diesen Dienst eingestellt.
Während ihrer Einsatzzeit wurde die Antriebsanlage der mit 11 Knoten recht langsamen Kombischiffe durch den Einbau einer Abdampfturbine in den Jahren 1928/29 verstärkt, welche die Leistung auf 3000 PSi erhöhte und den Schiffen 12 Knoten Fahrt ermöglichte. Dieser Umbau erfolgte zuerst 1928 beim Typschiff Emil Kirdorf beim Vulcan in Hamburg. Im Folgejahr wurden die Schwesterschiffe ebenfalls so umgerüstet.

### Einsätze

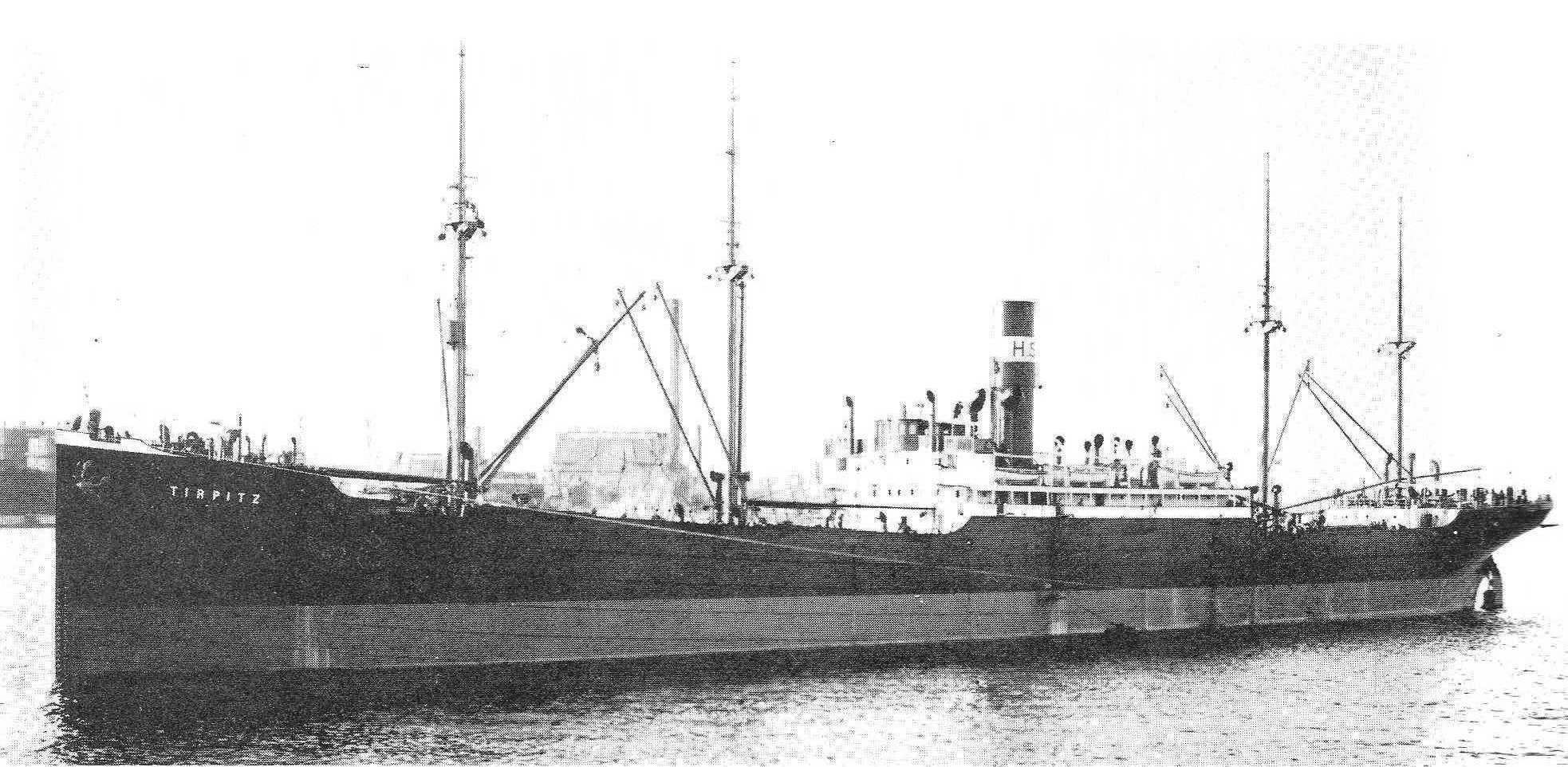
Die in Flensburg gebaute Tirpitz der Stinnes-Reederei, das erste nach Ostasien eingesetzte Schiff der Reederei

Die Stinnes-Reederei eröffnete ihren Ostasiendienst am 14. Oktober 1922 mit dem Frachter Hindenburg, dem dann die Emil Kirdorf auf ihrer Jungfernreise folgte. Die neuen Schiffe unterhielten zusammen mit den großen, 12.000 tdw tragenden Frachtschiffen mit kleiner Passagiereinrichtung Havenstein, Ludendorff, Tirpitz und der unter Danziger Flagge laufende Oliva eine Linie mit monatlichen Abfahrten von Hamburg nach Ostasien. Im August 1925 erregte die Emil Kirdorf Aufsehen, als sich auf der Rückreise zwischen Colombo und Aden die Kopra-Ladung entzündete und es der Mannschaft nach der Abgabe eines SOS-Rufes gelang, den Brand nach fünf Tagen ohne fremde Hilfe zu löschen und das Schiff gleichzeitig einen schweren Sturm abritt.
Weitere Neubauten erhielt die Linie Anfang 1926 mit den in Bremen gebauten Motor-Frachtschiffen Rhein und Ruhr, die 12 Knoten liefen und bis zu 27 Fahrgästen Platz boten.
Die Stinnes-Reederei befand sich seit dem Tod von Hugo Stinnes im Mai 1924 in Schwierigkeiten, da die Erben den Betrieb nicht im bisherigen Umfang fortführen wollten. Sie wurde im Januar 1926 an die Deutsch-Austral und Kosmos-Linien verkauft, aber eigenständig im neuen Konzern fortgeführt. Am 26. November 1926 fusionierte der Austral-Kosmos-Konzern mit der Hapag. So kamen Emil Kirdorf und ihre Schwestern zum Ostasiendienst der Hapag, die trotz des formalen Fortbestehens der alten Reedereien Deutsch-Australische Dampfschiffs-Gesellschaft (DADG), Deutsche Dampfschiffahrtsgesellschaft Kosmos (DDG Kosmos) und Stinnes-Linie alle Passagierdienste als eigene Dienste führte.
Mit der Übernahme neuer und schnellerer Kombischiffe mit Motorantrieb in den Ostasiendienst ab 1928 (siehe Kulmerland und ihre Schwesterschiffe) zog die Hapag die Emil Kirdorf und ihre Schwesterschiffe aus dem Ostasiendienst ab und setzte sie auf den alten Kosmos-Linien zur südamerikanischen Westküste ein. Im September 1927 wurde die Carl Legien als erstes der Stinnes-Kombischiffe in diesem Fahrtgebiet eingesetzt. Als zweites Schiff der Klasse kam die Adolf von Baeyer im Juli 1928 auf dieser Route zum Einsatz, der die beiden anderen Schwesterschiffe 1929 folgten. Bis zu ihrem Verkauf ins Ausland 1933 blieben die Schiffe im Westküstendienst im Einsatz.
Die ab 1929 dort eingesetzte Emil Kirdorf machte Anfang 1932 ihre letzte Fahrt unter deutscher Flagge nach Chile.

### Unter rumänischer Flagge
Die Emil Kirdorf kam Ende 1932 als erstes der vier Schwesterschiffe nach Rumänien, wo sie in Ardeal umbenannt und von der rumänischen Staatsreederei Serviciul Maritim Român auf dem Schwarzen Meer und ins Mittelmeer auch mit Tagesgästen eingesetzt wurde.
Als 1941 Rumänien auf Seiten der Achsenmächte dem Zweiten Weltkrieg beitrat, waren die Ardeal und ihre Schwesterschiffe im Schwarzen Meer und gehörten zu den größten Transportschiffen auf Seiten der Angreifer der Sowjetunion. Sie waren Hauptziele der verbliebenen sowjetischen U-Boote, die drei der Schiffe erfolgreich angriffen.
Die Ardeal wurde am 11. Juni 1942 als zweites der Schiffe von einem sowjetischen U-Boot torpediert. Die von A 5 vor Odessa angegriffene Ardeal hatte eine Ladung von Ersatzgütern für die deutsche Luftwaffe an Bord, die näher zur Front gebracht werden sollten. Zwar gelang es, das torpedierte Schiff noch auf den Strand zu setzen, aber die Bergung des Schiffes gelang erst sowjetischen Spezialisten nach dem Ende des Krieges. Das in Odessa instandgesetzte Schiff wurde 1948 der rumänischen Staatsreederei zurückgegeben. Von dieser noch bis 1962 eingesetzt, wurde die Ardeal ex Emil Kirdorf 1962 als letztes Schiff der Klasse in Rumänien verschrottet.
Ein ähnliches Schicksal hatte die Alba Iulia ex Carl Legien, die im April 1944 bei der Räumung der Krim durch sowjetische Luftangriffe schwer beschädigt wurde und nicht mehr einsatzbereit war. Sie wurde ab Herbst 1944 von der Sowjetunion instand gesetzt und kam ab 1946 unter sowjetischer Flagge als Nikolajew wieder zum Einsatz. Sie wurde 1959 abgewrackt.
Die im April 1943 durch das sowjetische U-Boot S 33 versenkte Suceava ex Albert Vögler wurde zwar nach dem Kriegsende gehoben, aber sofort verschrottet.
Die schon im August 1941 durch das sowjetische U-Boot SC 211 nahe der bulgarischen Küste versenkte Peles ex Adolf von Baeyer liegt als Wrack an ihrer Untergangsstelle.

## Die Schiffe derEmil-Kirdorf-Klasse
Entstanden auf der Marinewerft in Wilhelmshaven mit den Bau-Nr. 66–69:
| Namen                  | Stapellauf | in Dienst  | Rumänien   | Schicksal |
| ---------------------- | ---------- | ---------- | ---------- | --- |
| Emil Kirdorf Ardeal    | 25.02.1922 | 2.08.1922  | 1932       | 1928 Abdampfturbine, 1929 1. Fahrt nach Chile, 11. Juni 1942 torpediert, 1948 bis 1962 wieder in Fahrt                                              |
| Carl Legien Alba Iulia | 20.05.1922 | 16.12.1922 | 23.03.1933 | 9.1927 1. Fahrt nach Chile, 1929 Abdampfturbine, 18. April 1944 durch Luftangriff versenkt, 1946 bis 1959 als sowjetische Nikolajew wieder in Fahrt |
| Adolf von Baeyer Peles | 14.10.1922 | 27.02.1923 | 22.02.1933 | 7.1928 1. Fahrt nach Chile, 1929 Abdampfturbine, 14. August 1941 durch U-Boot SHCH-211 mit zwei Torpedos versenkt,                                  |
| Albert Vögler Suceava  | 23.03.1923 | 13.06.1923 | 5.04.1933  | 1929 Abdampfturbine, 1929 1. Fahrt nach Chile, 20. April 1943 durch U-Boot S-33 versenkt,                                                           |